# Vydūnas
Vilius Storosta (Jonaičiai, Prusia Oriental, 22 de marzo de 1868 - Detmold, Alemania Occidental, 20 de febrero de 1953), más conocido por su seudónimo Vydūnas, fue un profesor, escritor y filósofo lituano. Natural de Prusia, fue uno de los referentes de la cultura lituana en la región histórica de Lituania Menor. En el campo de la filosofía destacó por sus aportaciones a la teosofía. 

## Biografía
Wilhelm Storost nació el 22 de marzo de 1868 en Jonaten (actual Jonaičiai), una villa al oeste de la actual Lituania y que entonces formaba parte de Prusia Oriental, en una familia de origen prusiano-lituana. Aunque en su pasaporte figuraba el nombre alemán, él prefería utilizar siempre las adaptaciones lituanas Vilius Storosta y Vilhelmas Storosta. Años más tarde le añadiría su seudónimo «Vydūnas».
Su trayectoria profesional ha estado ligada siempre a la enseñanza. Tras licenciarse por la Universidad de Vilna, comenzó a impartir clases en escuelas del noroeste de Prusia: Pillkallen (1883-1885), Ragnit (1885-1888), Kinten (1888-1892) y finalmente Tilsit (actual Sovetsk), donde enseñaría inglés y francés hasta 1912. Ese año decidió especializarse en filosofía, con formación en las universidades alemanas de Greifswald, Halle, Leipzig y Berlín. En aquella época mostró un especial interés por la teosofía y la filosofía hindú, corrientes en las que llegaría a ser experto. Entre 1917 y 1919 regresó a la docencia como profesor de lituano en el Seminario de Lenguas Orientales de Berlín, bajo las órdenes de Eduard Sachau.
Al mismo tiempo, Vydūnas estrechó lazos con la comunidad de Lituania Menor a través de la Sociedad de Cantores Lituanos de Tilsit, fundada en 1895 y de la que fue director durante cuatro décadas. A comienzos del siglo XX impulsó el lanzamiento de prensa en lengua lituana, desarrolló investigaciones del culto pagano báltico, y llegó a publicar tres trabajos de investigación en alemán sobre el pueblo lituano, así como numerosa narrativa. Su obra combinaba elementos religiosos, filosóficos y científicos con aspectos de la cultura lituana.
Vydūnas fue perseguido políticamente tras el ascenso al poder del NSDAP. El gobierno de la Alemania nazi clausuró la Sociedad de Cantores en 1935, censuró sus trabajos y llegó incluso a arrestarle durante un par de meses en 1938. Seis años más tarde, en 1944, el bombardeo soviético sobre Tilsit le llevó a huir de la ciudad: después de terminar en un campo de refugiados, en 1945 pudo exiliarse en Detmold, Alemania Occidental, donde fallecería el 20 de febrero de 1953 a los 84 años.
El filósofo dejó escrito en su testamento que quería ser enterrado en Lituania, algo que no fue posible hasta la restauración de la independencia en 1991. Su tumba se encuentra en las proximidades del monte Rambynas. La mayoría de su colección permanece expuesta en el Museo Vydūnas de Kintai, provincia de Klaipėda. El Banco de Lituania le dedicó un billete de 200 litas, en circulación hasta la adopción del euro.

## Obra

### Ensayo
- Einfuhrung in die litauische Sprache («Introducción al idioma lituano», 1919)
- Litauen in Vergangenheit und Gegenwart («Lituania en el pasado y en el presente», 1921)
- Sieben Hundert Jahre deutsh-litauischer Beziehungen («Setecientos años de relaciones germano-lituanas», 1932)

### Narrativa
- Prabočių šešėliai («Sombras de los ancestros», 1908)
- Amžina ugnis («El fuego eterno», 1912)
- Pasaulio gaisras («Conflagración mundial», 1928)